# Wabasha (Minnesota)
Wabasha es una pequeña ciudad de Estados Unidos ubicada a orillas del río Misisipi, en el condado de Wabasha en el estado de Minnesota. 
En el Censo de 2010 tenía una población de 2521 habitantes y una densidad poblacional de 104,98 personas por km².

## Nombre
Wabasha recibe su nombre de los jefes Dakota de Mdewakanton, Wapi-sha, o 'hoja roja' (wáȟpe šá - hoja roja), incluyendo a Wabasha I (1718–1806), Wabasha II (1768–1855) y Wabasha III (±1816–1876). Este último firmó tratados en 1830 y 1851, cediendo tierras que eventualmente llevaron a la remoción de su tribu a la Reserva Crow Creek en el Territorio de Dakota y luego a la Reserva Santee en Nebraska.

## Geografía

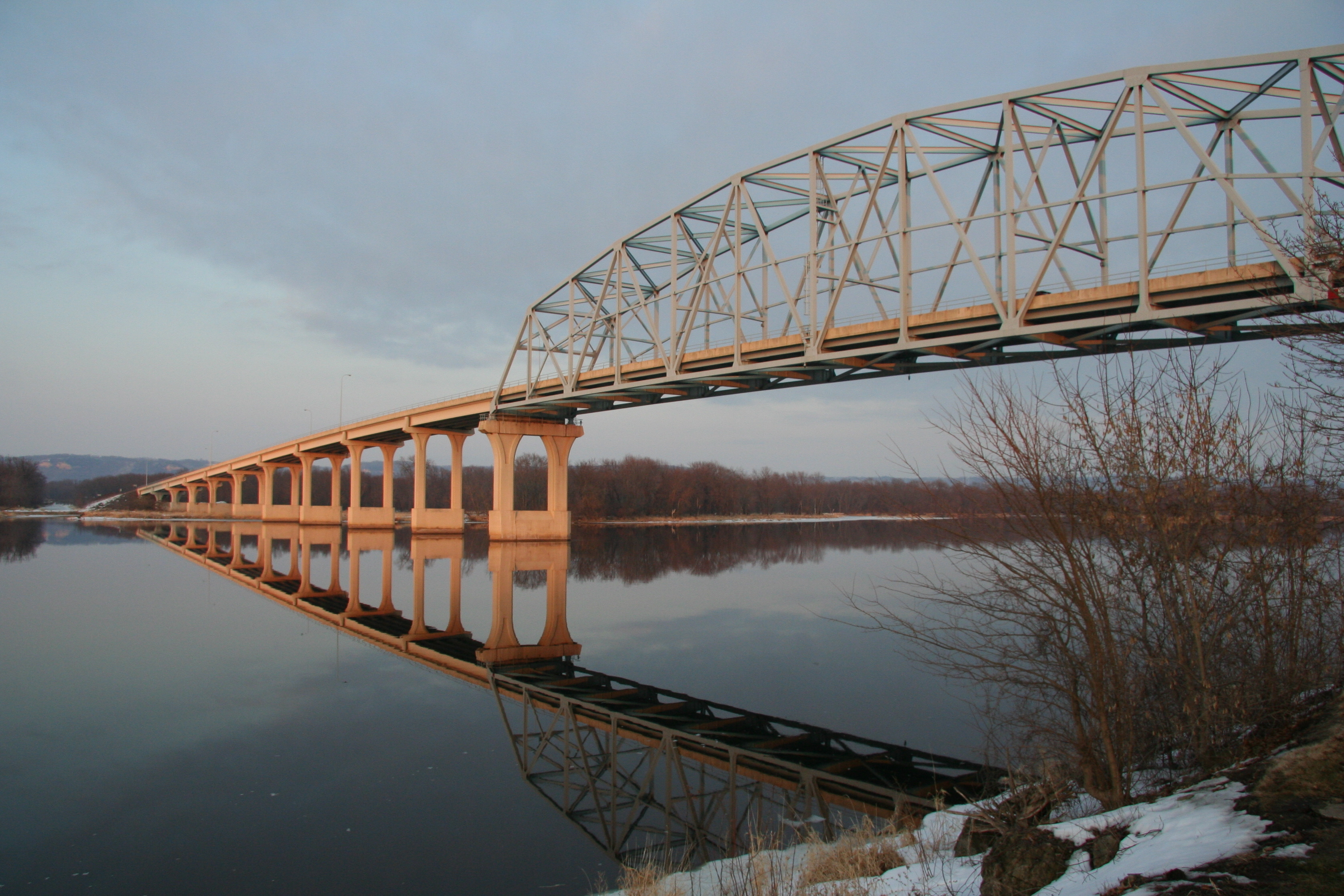
Puente Wabasha sobre el río Misisipi

Wabasha se encuentra ubicada en las coordenadas 44°22′15″N 92°2′44″O / 44.37083, -92.04556. Según la Oficina del Censo de los Estados Unidos, Wabasha tiene una superficie total de 24.01 km², de la cual 21.29 km² corresponden a tierra firme y (11.35%) 2.72 km² es agua.

## Demografía
Según el censo de 2010, había 2521 personas residiendo en Wabasha. La densidad de población era de 104,98 hab./km². De los 2521 habitantes, Wabasha el 96.23 % eran blancos; el 0.83 %, afroamericanos; el 0.44 %, amerindios; el 0.2 %, asiáticos, menos del 0.1 % eran isleños del Pacífico; el 0.99% eran de otras razas; y el 1.31% pertenecían a dos o más razas. Del total de la población el 2.3% eran hispanos o latinos de cualquier raza.

## Arte y Cultura
En Wabasha se encuentra el National Eagle Center, un centro educativo e interpretativo sin fines de lucro y un museo ubicado a orillas del río Misisipi, que se centra en la educación sobre las águilas y la cuenca alta del río Misisipi. Además de la posibilidad de avistar águilas salvajes durante todo el año desde las plataformas de observación, el centro exhibe águilas calvas no liberables, así como exhibiciones interactivas sobre la ciencia y la historia de las águilas. 
Otro lugar destacado de la localidad es la Grace Memorial Episcopal Church, la iglesia episcopal más antigua de Minnesota, que cuenta con vidrieras de Tiffany.

## En la cultura popular
Wabasha ganó reconocimiento a través de las películas Grumpy Old Men (1993) y Grumpier Old Men (1995), ambas ambientadas en la ciudad. Un letrero en los límites de la ciudad rinde homenaje a estas películas. Aunque muchos de los lugares que mencionan las películas (como el VFW local y Slippery's Tavern) están en Wabasha, las películas se rodaron en otras comunidades de Minnesota. La única escena filmada cerca de Wabasha fue la del "ángel de nieve", rodada en Red Wing.

## Gobierno
Wabasha se encuentra en el 1er distrito del congreso de Minnesota y está representada por el republicano Brad Finstad. Emily Durand es la actual alcaldesa.

## Educación
Gestionada por el Wabasha-Kellogg Independent School District #811, la Wabasha-Kellogg es una escuela K-12. Además, la St. Felix Catholic School es una escuela privada que ofrece un plan de estudios Pre K-6.